# Domingo Drummond
José Domingo Drummond Cooper (Puerto Cortés, 14 de abril de 1957 - 23 de janeiro de 2002) foi um futebolista profissional hondurenho, que atuava como defensor.

## Carreira
Domingo Drummond fez parte do elenco da histórica Seleção Hondurenha de Futebol da Copa do Mundo de 1982, ele fez duas partidas.  Foi o primeiro a falecer do elenco em 2002